# Willi Rammo
Wilhelm „Willi” Rammo (ur. 5 lipca 1925 w Spiesen, zm. 1 sierpnia 2009 w Neunkirchen) – niemiecki pięściarz z Protektoratu Saary, uczestnik LIO 1952.
Na igrzyskach startował w wadze lekkośredniej. Swój udział w Igrzyskach zakończył już w pierwszej rundzie przegrywając z Austriakiem Josefem Hambergerem.